# Ria Christina Fariñas
Ria Christina Gerodias Fariñas é uma política filipina que actualmente representa o 1º Distrito de Ilocos do Norte na Câmara dos Representantes das Filipinas.

## Carreira
Em 13 de maio de 2019, venceu a eleição parlamentar para o 1º Distrito de Ilocos do Norte por 106.000 votos, derrotando Ryan Remigio do Partido Nacionalista por 60.000 votos, o que fez dela a primeira representante feminina do 1º Distrito de Ilocos do Norte.
Em 10 de julho de 2020, ela foi uma das 70 deputadas que votaram pela negação da renovação da franquia da ABS-CBN.